# بهشت گمشده ۳: تطهیر
«بهشت گمشده ۳: تطهیر» (انگلیسی: Paradise Lost 3: Purgatory) فیلمی آمریکایی در سبک مستند است که در سال ۲۰۱۱ منتشر شد.